# L'Esclave du souvenir
Pour plus de détails, voir Fiche technique et Distribution.
L'Esclave du souvenir (Young Widow) est un film américain en noir et blanc réalisé par Edwin L. Marin, sorti en 1946.

## Synopsis
Durant la Seconde Guerre mondiale, aux États-Unis. Joan Kenwood a récemment perdu son mari tombé au champ d'honneur. Une année se passe, et sa douleur est toujours aussi vive. À bord d'un train, elle fait la connaissance d'un lieutenant, Jim Cameron. Il lui fait la cour, mais Joan, malgré son attirance pour lui, ne parvient pas à oublier la vivacité des souvenirs liés à son mari.  

## Fiche technique
- Titre : L'Esclave du souvenir
- Titre original : Young Widow
- Réalisation : Edwin L. Marin
- Scénario : Richard Macaulay, d'après Young Widow de Clarissa Fairchild Cushman
- Production : Hunt Stromberg Productions
- Distribution : United Artists
- Photographie : Lee Garmes
- Montage : John M. Foley
- Musique : Carmen Dragon
- Costumes : Natalie Visart
- Pays d'origine :  États-Unis
- Format : noir et blanc - 1.37:1 - 35 mm - Son : Mono (Western Electric Mirrophonic Recording)
- Genre : Drame de guerre
- Durée : 100 min
- Dates de sortie : 
  - États-Unis : 1er mars 1946
  - France : 3 août 1949

## Distribution
- Jane Russell : Joan Kenwood
- Louis Hayward : lieutenant. Jim Cameron
- Faith Domergue : Gerry Taylor
- Marie Wilson : 'Mac' McCallister
- Kent Taylor : Peter Waring
- Penny Singleton : Peg Martin
- Connie Gilchrist : Aunt Cissie
- Cora Witherspoon : Aunt Emeline
- Norman Lloyd : Sammy Jackson
- Steve Brodie : Willie Murphy
- Richard Bailey : Bill Martin
- Robert Holton : Bob Johnson
- Peter Garey : Navy Lieutenant Smith
- Bill Moss : Marine Lieutenant Pearson (as William Moss)
- William Murphy : Army Lieutenant Hope (as Bill 'Red' Murphy)